# 平特斯费尔德
平特斯费尔德是德国莱茵兰-普法尔茨州的一个市镇。总面积1.90平方公里，总人口40人，其中男性21人，女性19人（2011年12月31日），人口密度21人/平方公里。